# Bunder (Widasari)
Bunder is een bestuurslaag in het regentschap Indramayu van de provincie West-Java, Indonesië. Bunder telt 4432 inwoners (volkstelling 2010).